# Fahnberg (Gemeinde Langenlois)
Fahnberg ist ein Ort in der Stadtgemeinde Langenlois in Niederösterreich.
Die Rotte befindet sich nördlich von Langenlois und ist als Riede bekannt, aber es befinden sich dort auch einige Wohnhäuser.